# Cheilodactylus fasciatus
La pintadilla leopardo (Cheilodactylus fasciatus ) es una especie de pez marino con aletas radiadas, perteneciente a la familia Cheilodactylidae. Se encuentra solo frente a las costas de Namibia y Sudáfrica, en piscinas rocosas y desde profundidades poco profundas hasta 120 m, en áreas de arrecifes rocosos. Su longitud es de hasta 30 cm.

## Taxonomía
Las Pintadillas Leopardo fueron descritas formalmente por primera vez en 1803 por el naturalista francés Bernard Germain de Lacépède con la localidad tipo dada como el Cabo de Buena Esperanza. Cuando Lacépède escribió su descripción, esta era la única especie del género Cheilodactylus y también lo es su especie tipo y la de la familia Cheilodactylidae. Los análisis filogenéticos y los estudios genéticos de las pintadillas leopardo no han respaldado la disposición tradicional de las familias Cheilodactylidae y Latridae . Esto ha llevado a algunas autoridades a sugerir que la mayoría de las especies de Cheilodactylidae deberían ubicarse en Latridae. Un resultado de este reordenamiento es que las únicas especies que permanecerían en Cheilodactylidae son esta especie y C. pixi, ambas del sur de África . Esto se debe a que estos análisis resolvieron el género Cheilodactylus como polifilético . Estos estudios parecen mostrar que la mayoría de las especies en Cheilodactylus sensu lato aparentemente pertenecen a varios géneros diferentes y ni siquiera son miembros de la misma familia, pero en la actualidad no está claro cuántos y su delimitación exacta. El nombre específico fasciatus significa "con bandas", una referencia a las barras en la espalda y los flancos de esta especie, de ahí que en español se los compare con un leopardo.

## Descripción
Las pintadillas leopardo tienen un cuerpo de forma ovalada, con una profundidad que se ajusta a su longitud estándar de 3,2 a 3,7 veces. Tiene una boca pequeña, hocico puntiagudo y pecho ligeramente cóncavo. La aleta dorsal tiene 17-19 espinas y 23-25 radios suaves mientras que la aleta anal contiene 3 espinas y 9-11 radios suaves. Esta especie alcanza una longitud total máxima de 30 centímetros (12 en) . Las aletas pectorales tienen 14 radios con los 4-5 radios inferiores agrandados y de color rojo. Hay cuatro franjas anchas de color marrón rojizo en los flancos inferiores y cinco marcas cuadrangulares en los flancos superiores que se alinean con las franjas en la parte posterior del cuerpo. La cabeza cubierta con manchas y rayas rectangulares y la aleta caudal tiene rayas diagonales marrones.

## Distribución y hábitat
Las pintadillas leopardo son endémicas de las aguas del sur de África y se encuentran tanto en el sureste del Océano Atlántico como en el suroeste del Océano Índico. Su área de distribución se extiende desde Swakopmund en Namibia hasta el norte de KwaZulu-Natal en Sudáfrica. Por lo general, se encuentran a profundidades de hasta 25 metros, aunque a veces se registran a una profundidad de hasta 120 metros. Se encuentra en áreas rocosas, especialmente arrecifes, mientras que los juveniles se encuentran comúnmente en charcas de marea.

## Biología
Las pintadillas leopardo son una especie críptica que está bien camuflada en su hábitat rocoso. Los adultos se encuentran ya sea como individuos solitarios o en pequeños grupos. Estos peces son más numerosos en aguas más profundas donde hay abundante cobertura y cuevas, que se utilizan como santuarios cuando baja la temperatura del agua y de los depredadores. Su dieta está dominada por invertebrados bentónicos, incluidos pequeños cangrejos, moluscos y gusanos.

## Pesca
Las pintadillas leopardo se capturan accidentalmente en pequeñas cantidades, pero son de poco interés para la pesca recreativa o comercial. Se utilizan en acuarios de agua fría pero principalmente en acuarios públicos.